# Microregione di Altamira
La Microregione di Altamira è una microregione dello Stato del Pará in Brasile, appartenente alla mesoregione di Sudoeste Paraense.

## Comuni
Comprende 8 comuni:
- Altamira
- Anapu
- Brasil Novo
- Medicilândia
- Pacajá
- Senador José Porfírio
- Uruará
- Vitória do Xingu